# An der Tränke 7 (Korschenbroich)

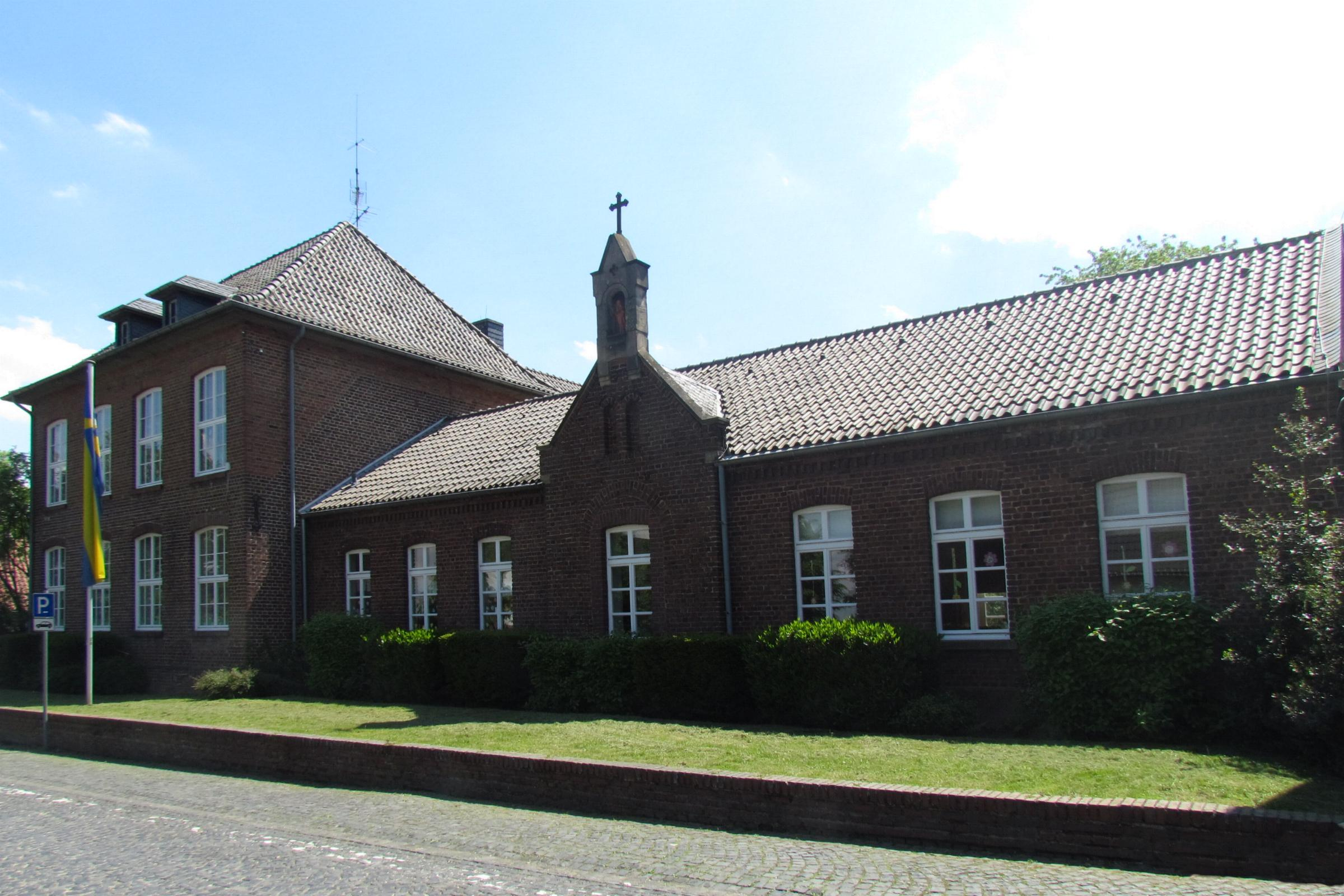
Schule

Die ehemalige Schule An der Tränke 7 steht im Stadtteil Liedberg in Korschenbroich im Rhein-Kreis Neuss in Nordrhein-Westfalen.
Das Gebäude wurde im 19. Jahrhundert erbaut und unter Nr. 070 am 16. September 1985 in die Liste der Baudenkmäler in Korschenbroich eingetragen.

## Architektur
Das zweigeschossige Gebäude wurde aus Backstein in vier Achsen mit Walmdach erbaut. Der rechte Teil ist der ältere. Er ist eingeschossig in sieben Achsen mit leicht vorgezogenem, übergiebelten Mittelrisaliten.